# Condado de Emmons
O Condado de Emmons é um dos 53 condados do Estado americano da Dakota do Norte. A sede do condado é Linton, e sua maior cidade é Linton. O condado possui uma área de 4 027 km² (dos quais 116 km² estão cobertos por água), uma população de 3301 habitantes, e uma densidade populacional de 0,82 hab/km² (segundo o censo nacional de 2020).